# Rimbach-près-Guebwiller
Rimbach-près-Guebwiller je občina v departmaju Haut-Rhin francoske regije Alzacija.
Leta 1990 je v občini živelo 223 oseb oz. 46 oseb/km².